# Liste von Rittern des Deutschen Ordens

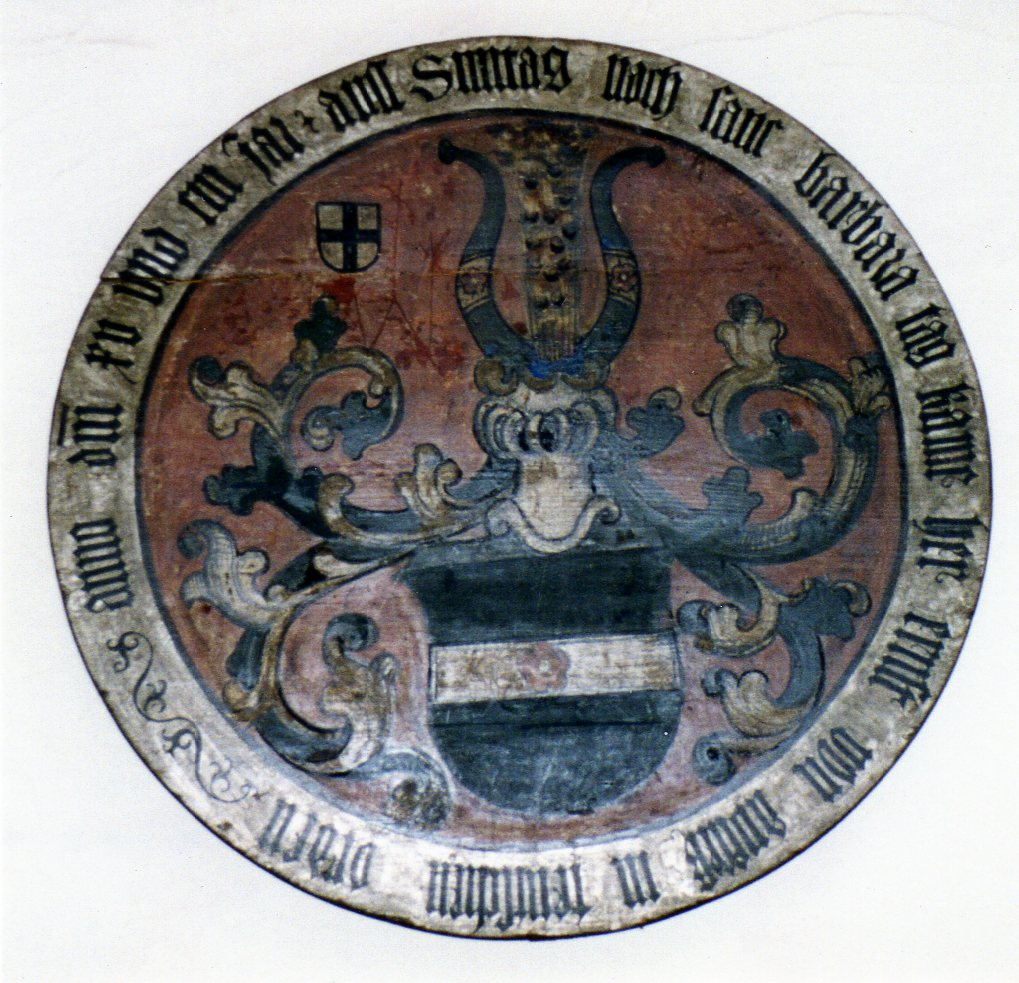
Ernst von Aufseß im Deutschen Orden: Aufschwörschild in St. Jakob in Nürnberg

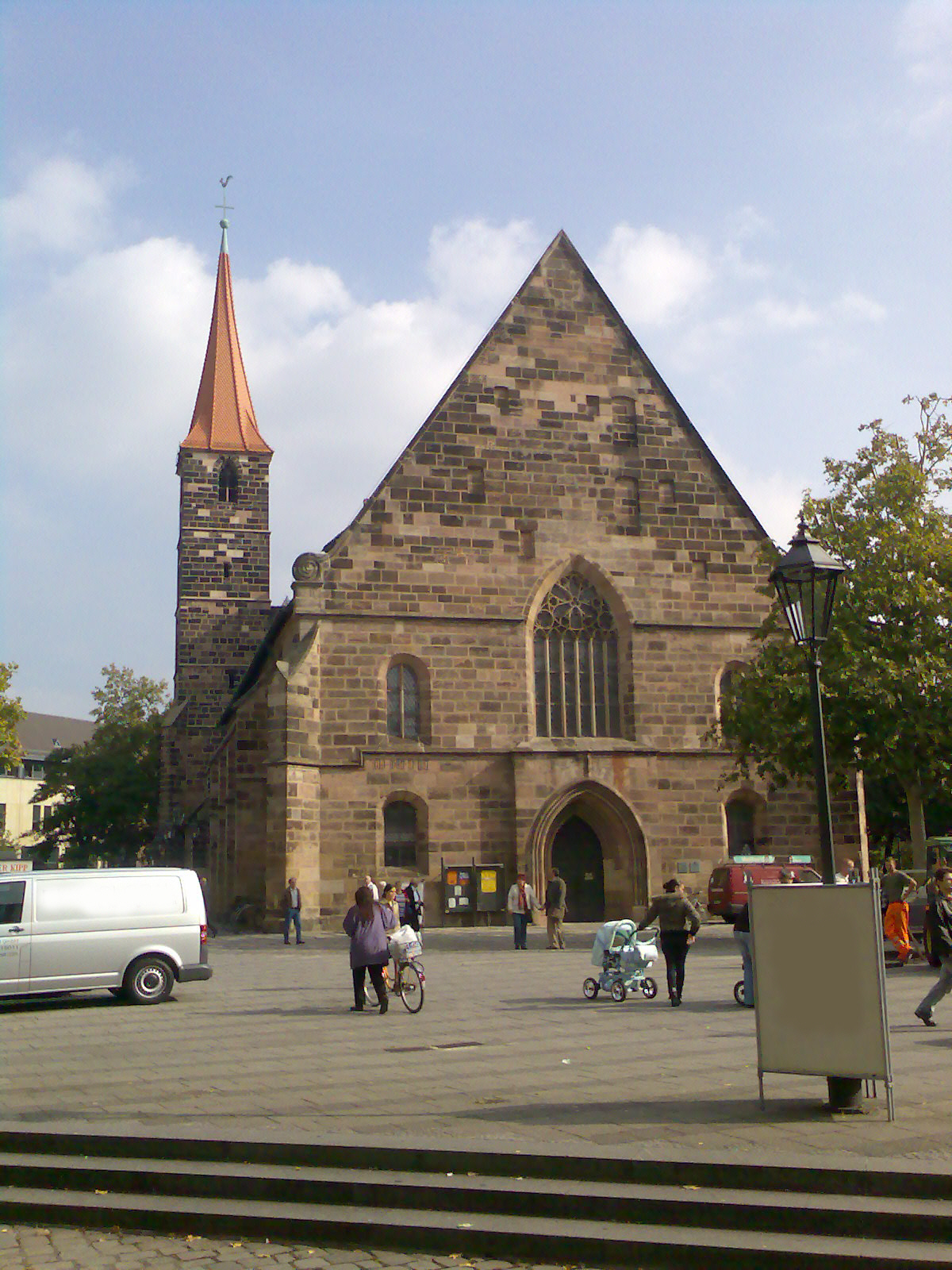
In der Kirche St. Jakob in Nürnberg findet sich eine für Franken einzigartige Sammlung Aufschwörschilder des Deutschen Ordens

Die Liste von Rittern des Deutschen Ordens bietet einen ersten Überblick über Mitglieder des Deutschen Ordens.
Soweit bekannt sind folgende Angaben erfasst:
- Lebensdaten (* Datum, evtl. in; † Datum, evtl. in) oder zumindest eine bekannte Jahreszahl oder einen Ort
- Stellung im Deutschen Orden (Ritter, Priester, Laienbruder, Familiar) oder Amt im Deutschen Orden (z. B. Hochmeister, Landkomtur, Komtur)

## Ämterspezifische Listen
Besondere Personenlisten zu bestimmten Ämtern im Deutschen Orden sind die folgenden:
- Liste der Hochmeister des Deutschen Ordens
- Großkomtur des Deutschen Ordens (mit Liste)
- Ordensmarschall des Deutschen Ordens (mit Liste)
- Liste der Deutschmeister
- Liste der Landmeister in Livland
- Liste der Landmeister von Preußen
- Liste von Bischöfen des Deutschen Ordens
- Liste der Landkomture der Ballei Elsass-Burgund
- Liste der Landkomture der Ballei Franken
- Liste der Landkomture der Kammerballei Koblenz
- Liste der Komture von Marburg bzw. Landkomture von Hessen

## Von der Gründung 1191 bis 1309

### A
- Wolfram von Adelmannsfelden (1277, Landkomtur in Bozen)
- Albertus (1278, 1288, Komtur in Eschenbach)[1]
- Albrecht der Schenke (1306, Komtur in Eschenbach)

### B
- Konrad von Babenberg (1288–1289 Komtur in Würzburg[1] und Landkomtur in Franken)
- Hermann Balk († 1239, Landmeister in Preußen)
- Albert von Bastheim (1247–1248 Deutschmeister)
- Werner III. von Battenberg († 1272; 1271–1272 Deutschmeister)
- Volmar von Bernhausen (1268 Komtur in Heilbronn, 1268–1272 Landkomtur in Franken, 1282 Landkomtur in Spanien, † 1287 in Livland[2][3])
- Berthramus (1268, Komtur in Aichach)
- Winrich von Bosweil (1303–1304 Deutschmeister)
- Willem van Brustem (erw. 1290–n. 1300, Großpastor in Lüttich[1])

### C
- Dietrich von Cleen (1519–1526 Deutschmeister)

### D
- Dietrich (1250, 1254, Komtur in Aichach)
- Dietrich der Greuel (1287, 1294, 1296, 1303–1307 Komtur in Aichach)
- Fredrich Krummel von Dunow (1386)
- Konrad von Dettelbach (1295, Komtur in Würzburg)
- Peter von Dusburg

### E
- Eberswinus (1292/93, Komtur in Würzburg)
- Johann von Endarf (Ordensritter, ermordete 1330 den Hochmeister Werner von Orseln)
- Otto von Estenfeld (1282, Komtur in Würzburg)

### F
- Wilhelm I. von Fahrensbach (1365–1443), Vogt von Arensburg
- Heinrich von Falkenstein (1274, Komtur auf der Mainau[1])
- Konrad von Feuchtwangen (Hochmeister)
- Siegfried von Feuchtwangen (1298–1303 Deutschmeister)
- Johann Freitag von Loringhoven (1483–1494 Landmeister in Livland)
- Heinrich von Ful (1260, Komtur in Aichach)

### G
- Dietrich von Grüningen (Landmeister in Livland)
- Friedrich von Giengen (1279 Komtur in Ulm[3])
- Ywan von Gorow[4]

### H
- Albrecht von Hallenberg (1248–1251 Deutschmeister)
- Hartmann von Heldrungen (Hochmeister 1273–1283)
- Friedrich von Hausen
- Heinrich (1253, 1269, Komtur in Eschenbach[1])
- Heinrich gen. Karitas (1258, Komtur in Würzburg)
- Herbort (1301/02, Komtur in Aichach[1])
- Cunradus de Herbiopoli (1271, Komtur in Hüttenheim[1])
- Heroldus (1288, Komtur in Hüttenheim)
- Hermann (1285, Komtur in Höxter)
- Gerhard von Hirschberg (ab 1268 Landkomtur in Franken, 1272–1277 Deutschmeister[2][3])
- Gottfried von Hohenlohe (1294–1297 Deutschmeister)
- Heinrich von Hohenlohe (1232–1242 Deutschmeister)
- Konrad von Hochsteden (13. Jahrhundert)
- Walter von Hornberg (1275 in Giengen?[3])
- Walter von Hornburg (Franken 1295[2])
- Konrad von Horneck (erw. 1258, Komtur in Horneck)
- Werner von Horneck (erw. 1277, Komtur in Horneck)

### I
- Rudolf von Iberg (1273, Komtur auf der Mainau)
- Ingebrandus (1254, Komtur in Hüttenheim)

### J
- Ulrich von Jestetten (1278, Komtur auf der Mainau)
- Ulrich von Jestetten (1292–1297, Komtur auf der Mainau)
- Johann (1299–1312 Komtur in Heilbronn[2])

### K
- Ulrich von Kamloch (1294 bis 1299 Komtur in Giengen[3])
- Wilhelm von Kerpen (1741–1823), österreichischer General (1765 Ritter, 1808 Großkapitular und Landkomtur von Biesen)
- Johann von Klingenberg (1301, Komtur auf der Mainau)
- Kraft von Krautheim (1288–1294 Komtur in Heilbronn[2])

### L
- Hugo von Langenstein
- Ludwig (1295/96, Komtur in Eschenbach)
- Konrad von Lunkon (1275, Komtur auf der Mainau)
- Martin von Lynow

### M
- Gerhard von Malberg (Hochmeister)
- Matthias (1281–1283 Deutschmeister)
- Konrad von Mergentheim (1295, Komtur in Aichach und in Hüttenheim)
- Konrad von Münnerstadt (1271, 1274 Komtur in Würzburg)
- Heinrich von Mässing (Landkomtur von Franken 1273–1280)
- Marquard von Mässing (Landkomtur von Franken 1296–1297)

### N
- Johann von Nesselrieden (1297–1298 Deutschmeister)
- Konrad von Nürnberg (1257–1264 Deutschmeister)

### O
- Werner von Orseln (Hochmeister)
- Poppo von Osterna (Hochmeister)
- Ar(nold) von Ottendorf (1295 Komtur in Heilbronn[2])
- Heinrich von Otting (1270–1288, Komtur in Öttingen)

### P
- Christian von Pomesanien
- Heinrich von Pomesanien

### R
- Rabe von Pappenheim, (urkdl. 1349–1364, Unterkumpan des Hochmeisters (1349), später Komtur von Althausen, Pfleger von Unislau und Pfleger von Wentzlau)
- Bruder Rüdiger (um 1294–1297, Komtur in Öttingen[1])
- Simon von Rietberg († 19. Februar 1294)

### S
- Konrad Sack (Landmeister von Preußen 1302–1306, Komtur von Gollub bis 1308)
- Hermann von Salza (Hochmeister)
- Anno von Sangerhausen (Hochmeister)
- Eberhard von Sayn (1251–1254 Deutschmeister)
- Heinrich Schenk
- Sieghard von Schwarzburg (Landmeister von Preußen 1306)
- Eberhard von Steckborn (1291, Komtur auf der Mainau)
- Hilpolt von Steckborn (1287–1290, Komtur auf der Mainau)
- Ulrich von Schauenstein (Landkomtur von Franken 1281)
- Walter von Sulz (1275 in Giengen?[3])
- Eberhard von Sulzberg (1305–1323 Deutschmeister)

### T
- Berthold von Tannenrode (1243–1245 Deutschmeister)
- Suboto von Tannhausen (Tannhäuser)
- Konrad von Thüringen (Hochmeister)
- Karl von Trier (Hochmeister)
- Heinrich von Trient
- Konrad von Tscheves (Landkomtur von Bozen 1283)

### U
- Friedrich von Überkingen (1267–1269, Komtur in Öttingen)
- Hans von Überlingen (1292, Komtur in Öttingen)
- Ulrich (1273–1275, Komtur in Eschenbach)
- Ulrich (1281, Komtur in Eschenbach)
- Bruder Ulrich (1304, Komtur in Öttingen)
- Ulricus (1258, Komtur in Öttingen)
- Ulricus (1294, Komtur in Aichachund in Hüttenheim)
- Ulscalus (1257, Komtur in Öttingen)
- Rudolf von Urach (1289, Komtur auf der Mainau)
- Konrad von Ursensollen (1271–1274, Komtur in Hüttenheim)

### W
- Konrad von Waldenstein (Franken 1295[2])
- Ulrich von Waldenstein (Franken 1295[2])
- Konrad Welzo (1252–1257, Komtur in Öttingen)
- Edmund von Werth
- Wichmann (1239–1236/37, Komtur in Würzburg)
- Wilhelm (1272–1285, Komtur auf der Mainau)
- Heinrich Walpot von Bassenheim (1198–1200, Hochmeister)
- Heinrich von Weida (1239–1244, Landmeister in Preußen)
- Dietrich von Wibelhofen (Landkomtur von Bozen 1269–1270)
- Gunther von Wüllersleben (Hochmeister)

## Die Zeit in Preußen 1309–1530

### A
- Hans Adelmann von Adelmannsfelden (1454–1515)
- Johann Adelmann von Adelmannsfelden (1513 Deutschmeister auf Horneck[5])
- N. von Adelzhausen (1513 Ritter in Ellingen[5])
- Stephan von Absberg (1352–1354, Komtur in Aichach)
- Thomas von Aken (1320–1330, erw. 1344, 1345, 1352, Großpastor in Lüttich)
- Dietrich von Altenburg (Hochmeister 1335–1341)
- Ludwig von Aub (1318[2])
- Wolf von Aurach (1397–1400, Komtur in Öttingen)
- Claes Azinarys (1496–1538, Großpastor in Lüttich)

### B
- Arnold von Baden (Komtur von Schlochau, † 1410 bei Tannenberg)
- Philipp Friedrich von Baden (1745–1751, Komtur auf der Mainau)
- Georg Christoph Rink von Baldenstein (1677–1688, Komtur auf der Mainau)
- Philipp Albrecht von Berndorff zu Püll (1658–1666, Komtur auf der Mainau)
- Albrecht I. von Brandenburg-Ansbach (Hochmeister 1511–1525)
- Herman van Brandlecht (vor 1378 bis nach 1397, 1378 als Kreuzritter zu Kampen verschifft nach Preußen, um 1397 Komtur von Münster)[6]
- N. von Belderssheim (1513 Ritter in Frankfurt[5])
- Kilian von Berlichingen (1513 Ritter in Ellingen[5])
- Martin Beuser von Ingelheim (1513 Kellermeister auf Horneck[5])
- Wolff (Wolfgang) von Bibra (1513 Komtur in Winnenden[5]) (1513 Hauskomtur und Überreiter in Winnenden,[5] 1525–1538, Komtur in Würzburg)
- Philipp von Bickenbach (1361–1375 Deutschmeister)
- Hans Birlein (1513 Priester in Stocksberg[5])
- Jakob von Bludau († 20. Januar 1358)
- Konrad von Breitenbach (1390–1394 Komtur in Frankfurt, 1389 Komtur in Heilbronn[2])
- N. von Braittenstein (Breitenstein) (1513 Ritter in Mergentheim[5])
- Luther von Braunschweig (Hochmeister 1331–1335)
- Friedrich von Bremsbach (1396 Komtur in Heilbronn, 1409–1420 Landkomtur in Lothringen[2])
- Rutger von Brüggenei
- Konrad von Bruel (1329, Komtur in Würzburg)
- Berthold von Buchegg (* vor 1279; † 24. November 1353 in Molsheim; Komtur von Sumiswald 1302–1312, Beuggen 1305–1307, Koblenz 1324, Landkomtur Elsass-Burgund 1305–1321, Bischof von Speyer 1328 und Straßburg 1330–1353)
- Ludwig von Buches (1513 Ritter in Frankfurt[5])

### C
- N. von Cammernh (1513 Hauskomtur in Blumenthal[5])
- Johann Clare
- Godeschalk Colin (1370–1381, Großpastor in Lüttich)
- Walter von Cronberg (1513 Komtur in Frankfurt,[5] 1526–1543 Deutschmeister, ab 1527 Administrator des Hochmeistertums)

### D
- Johann von Danfeld (Ordensmarschall 1347)
- Nicolaas Dessener (1434–1468, Großpastor in Lüttich)
- Heinrich von Dettenburg (1322–1350, Komtur auf der Mainau)
- Georg Dietmar/von Diemars (1446 Aufnahme in Mergentheim, 1458 und 1467 Hauskomtur in Mergentheim, 1469 Komtur in Prozelten, 1470–1471 und 1477 Komtur in Heilbronn, 1473, 1476, 1477 und 1480 Komtur in * Virnsberg, 1482 und 1485 Komtur in Ellingen, 1484–1493 Komtur auf Kapfenburg[2])
- Burchard von Dreileben (1340–1345 Landmeister in Livland)
- Heinrich von Dusemer (Hochmeister 1345–1351)

### E
- Eberhard von Ebersberg (1217 im Konvent zu Nürnberg, 1324–1325 im Konvent zu Virnsberg, 1332 Komtur in Würtzburg, 1328 Komtur in Heilbronn, 1343 im Konvent zu Ellingen)[2]
- Georg Marschalck von Ebnet (1513 Küchenmeister in Mergentheim[5])
- Emond von Engelsdorf (1330–1398, ab 1384 Erbkämmerer des Herzogtums Luxemburgs)
- Konrad von Erlichshausen (Hochmeister 1441–1449)
- Ludwig von Erlichshausen (Hochmeister 1450–1467)
- Heinrich von Egloffstein (1491–1492, Komtur in Öttingen, 1513 Hauskomtur in Virnsberg[5])
- Konrad von Egloffstein (1396–1416 Deutschmeister)
- Eberhard von Ehingen (1513 Amtmann in Scheuerberg,[5] 1520 Komtur in Horneck, 1521–1533 Komtur in Heilbronn[2], 1543–1549 Landkomtur der Ballei Franken, Komtur in Würzburg)
- Hannss von Ehingen (1513 Küchenmeister in Winnenden[5])
- Wolfgang von Eisenhofen (1513 Landkomtur in Ellingen[5])
- Rüdiger von Elner († 1396), (1370–1374 Ordensmarschall, 1374–1383 Großkomtur, 1383–1391 Komtur von Tuchel)
- Stephan von Emershofen (1513 Hauskomtur in Regensburg[5])
- Dieter von Erenberg (1319 Komtur in Würzburg, 1320–1321 Komtur in Heilbronn[2])
- Philipps von Erligheim (1513 Hauskomtur in Weinheim[5])
- Alexander Van Esden (1387–1418, Großpastor in Lüttich)

### F
- N. (Hanns?) von Frankenstein (1513 Ritter in Frankfurt[5])
- Hanns von Frankenstein (1345, Komtur in Öttingen)
- Johann von Frankenstein (1404–1405, Komtur in Öttingen)
- Heinrich von Freyberg (1463–1484), Landkomtur der Deutschordens-Ballei „an der Etsch und im Gebirg“[7]
- Franz von Friedingen (1549–1554, Komtur auf der Mainau)
- Götz Fuchs (1399 Hauskomtur in Heilbronn[2])
- Heinrich Fuchs von Zipplingen
- Heinrich von Fulda (1404, Komtur in Würzburg)

### G
- Georg Beucher von Geilichsheim/Gelchsheim? (1458 Propst in Heilbronn[2])
- Caspar Geiling (1513 Konventuale auf Kapfenburg[5])
- Georg von Gemmingen (1575 Komtur in Mühlhausen, 1578 Komtur in Freiburg, 1584–1595 Komtur auf der Mainau)
- Gerbort (1309 bis 1320 Komtur in Giengen[3])
- Caspar Geyssler (1513 Priester und Komtur in Mainz[5])
- Georg von Gicht (1513 Ritter auf Horneck[5])
- Nicolaas Goerts (1468–1471 Großpastor in Lüttich)
- Melchior Heinrich von Grandmond (1688–1709, Komtur auf der Mainau)
- Jakob Gremlich von Jungingen (1600–1624, Komtur auf der Mainau)
- Heinrich der Greuel von Parkstein (1329–1336, Komtur in Aichach)
- Dietrich von Grünberg (1501, Komtur in Würzburg)
- Andreas von Grumbach (1483–1489 Komtur in Heilbronn[2])
- Endres von Grumbach (1468, Komtur in Würzburg)
- Hans von Grumbach (1350, Komtur in Würzburg)
- Konrad von Gundelfingen (1315–1317, Komtur in Aichach, 1323–1329 Deutschmeister)
- Heinrich von Gundelsheim (1335–1344, 1357–1362, Komtur in Öttingen)
- Peter von Gundelsheim (1513 Baumeister in Ellingen[5])

### H
- Caspar Haberkorn von Zellingen (1513 Ritter auf Horneck[5])
- N. Haberkorn von Zellingen (1513 Ritter in Ellingen „was aussetzig, in der firmarei bei S. Maximilian“[5])
- Jakob Joseph Ignaz von und zu Hagenbach (1752–1756, Komtur auf der Mainau)
- Wilhelm von Hailfingen (1454–1458, Komtur auf der Mainau)
- Dietherich von Hasslach (1513 Baumeister Mergentheim[5])
- Wilhelm Halber von Hergern (1513 Baumeister in Frankfurt[5])
- Gottfried von Hanau (1348 Komtur in Mergentheim, 1367–1374 Komtur in Heilbronn, 1356 Landkomtur in Franken, 1369–1375 Komtur in Ulm, 1375 Deutschmeister[2][3])
- Wilhelm Halber von Hergern (1532 Komtur zu Burg Horneck; 1537–1538, Komtur in Öttingen)
- Gottfried von Hanau (1348 Komtur in Mergentheim, 1356 Landkomtur in Franken, 1362 Komtur in Prozelten, 1370 Komtur in Heilbronn und Ulm, 1375 Deutschmeister)
- Heinericus (1312, Komtur in Würzburg)
- Heinrich der Kittler (1359, Komtur in Aichach)
- Philipp von Helmstatt (1512–1521 Komtur in Öttingen, 1513 Komtur und Ratsgebietiger in Öttingen und Donauwörth[5])
- Weiprecht von Helmstatt (1409)
- Georg Graf zu Henneberg (1479–1482 Komtur in Heilbronn[2])
- Goswin von Herike (Landmeister in Livland)
- Eberhard von Hertenstein (1323, Komtur in Würzburg)
- Georg Heuler (1513 Priester in Talheim[5])
- Phillips von Heusenstein (1513 Überreiter in Mergentheim[5])
- Johann von Heyn (1376–1379 Deutschmeister)
- Johannes der Garter (1360, Komtur in Würzburg)
- Johannes Hoen (erstmals 1481 genannt–1494, Großpastor in Lüttich)
- Wolfgang von Hohenegg (1554–1569)
- Günther von Hohenstein (1344–1349 Komtur von Schwetz, 1349–1370 Komtur von Osterode, 1370–1380 Komtur von Brandenburg)
- Philipp von Hohenstein (1514–1522, Komtur in Würzburg)
- Rudolf von Homburg (1357–1370, Komtur auf der Mainau)
- Sigmund von Hornstein (1540–1549, Komtur auf der Mainau)
- Bernhard Hund von Wenkheim (1513 Küchenmeister in Frankfurt[5])
- Johann Werner Hundbiß von Waldrams (1642–1658, Komtur auf der Mainau)
- N. von Huetten (1513 Ritter in Mergentheim[5])

### I
- Heinrich von Isenburg (1321–1326 Komtur in Königsberg)
- Henrich von Ittersum († 1660)

### J
- Nikolaus von Jeroschin
- Konrad von Jungingen (Hochmeister 1393–1407)
- Ulrich von Jungingen (Hochmeister 1407–1410)

### K
- Walter von Kaltental (1391 Komtur zu Kapfenburg und zu Giengen[3])
- Hannss von Karssbach (1513 Hauskomtur in Breitbach[5])
- Hans von Karstädt (Karsbach) (1489 Baumeister in Heilbronn[2])
- Johannes Kemp (1494–1496, Großpastor in Lüttich)
- Gotthard von Kettler (Landmeister in Livland)
- Johann von Ketze (1393–1396 Deutschmeister)
- Dietrich von Klee (1519–1526 Deutschmeister)
- Wolfgang von Klingenberg (1477–1517, Komtur auf der Mainau)
- Hans Clingkhart (Klinkhart von Vockenrot) (1436–1437 Priester und Küchenmeister in Heilbronn[2])
- Winrich von Kniprode (Hochmeister 1352–1382)
- Georg von Knöringen (1513 Hauskomtur in Ellingen,[5] 1521–1523, Komtur in Öttingen)
- Diebold von Kötteritz (Ordensritter, † 1410 bei Tannenberg)
- Eberhard von Königsegg (1362–1365, 1378–1384 Komtur auf der Mainau)
- Marquard von Königsegg (1408 Landkomtur im Elsass, 1413–1431 und 1437–1446 Komtur auf der Mainau)
- Ulrich von Königsegg (1353–1360, Komtur auf der Mainau)
- Johann von Kötz (1384–1390, Komtur in Öttingen)
- Johann Krampff (1513 Priester und Komtur in Speyer[5])
- Hermann Küchenmeister von Nordenberg (1363–1371, Komtur in Aichach)
- Michael Küchmeister (Hochmeister 1414–1422)
- Johann I. von Kurland († Jahreswende 1331/32)
- Ludolf von Kurland
- Heinrich Kuwal

### L
- N. Landschad (1513 Haukomtur in Öttingen und Donauwörth[5])
- Ludwig von Landsee (-1451, Komtur von Brandenburg, Provinzial der Deutschordensballei Elsass-Burgund)
- Lambert Lamboy (1423–1427, Großpastor in Lüttich)
- Konrad Lamppach (1471, Komtur in Würzburg)
- Konrad Christoph von Lehrbach (Komtur)
- Ulrich von Lentersheim (1474–???? Deutschmeister)
- Simon von Leonrod (1419–1420 Komtur in Öttingen, 1420–1422 in Mergentheim, 1423–1426 und 1451–1456 Komtur in Heilbronn, 1425–1456 Komtur auf Kapfenburg, zusätzlich ab 1437 Komtur in Ulm, 1447 Landkomtur in Franken, 1449 Komtur in Nürnberg[2])
- Wolf von Leonrode (1513 Ritter in Mergentheim[5])
- Franz Joseph von Lerchfeld (1792–1795, Komtur auf der Mainau)
- Hans von Liebenstein (1505–1509 Baumeister in Heilbronn,[2] 1513 Hauskomtur in Mergentheim[5])
- Henricus van Limborch (erw. 1363–n. 1368, Großpastor in Lüttich)
- Kuno von Lichtenstein (Großkomtur † 1410 bei Tannenberg)
- Wilhelm Lochinger (1535–1537, Komtur in Öttingen)
- Henricus Loemans (1418–?, Großpastor in Lüttich)
- Wilhelm Lochinger (1513 Ritter in Ellingen[5])
- Weiprecht Löw von Steinfurth (1458 Komtur in Prozelten[2])
- Johann Freitag von Loringhoven (Landmeister in Livland)
- Karl Alexander von Lothringen (Hochmeister)
- Johann Lufft (1513 Priester und Komtur in Rothenburg ob der Tauber[5])

### M
- Johann von Mengede
- Thomas von Merheim (Ordenstressler † 1410 bei Tannenberg)
- Mathis von Mensheim (1448 in Heilbronn[2])
- Johannes von Mewe
- Heinrich Modschiedler von Reinsprunn (1409–1416, Komtur in Öttingen)
- Eberhard von Monheim (Landmeister in Livland)
- Johann von Montabaur DOP (1439–1453, Komtur in Würzburg)
- Markus von Münnerstadt (1497/98, Komtur in Würzburg)
- Niclauss Muller (1513 Priester und Komtur in Morstat (heute Münnerstadt) „und an solchem stand 52 jar gewesen“[5])

### N
- Eberhar von Nackenheim (1455–1458, Komtur in Würzburg)
- Graf Reinhard von Nassau (1513 Ritter in Frankfurt[5])
- Wolfram von Nellenburg (1316–1322 Komtur auf der Mainau, 1330–1361 Deutschmeister)
- Jörg von Neuhausen (1459–1476, Komtur auf der Mainau)
- Werner von Neuhausen (1443–1468, Komtur in Öttingen)
- Wilhelm von Newhausen (1513 Komtur auf Kapfenburg[5])
- Heinrich von Neuneck (1513 Komtur in Winnenden[5])
- Johann Wilhelm von Neuneck (1511–1514, Komtur in Öttingen)
- Melchior von Neuneck (1438 Ritter in Mergentheim, 1448 Komtur in Nürnberg, 1449 Komtur auf Horneck, 1457–1460 Komtur in Heilbronn, 1462 Komtur in Mergentheim, 1463–1491 Landkomtur in Franken und gleichzeitig Komtur in Ellingen und Nürnberg[2])
- Johann von Nippenburg (1434 Komtur in Horneck, 1436–1449 Komtur in Heilbronn[2])
- Engelhard Nothaft (1413–1419, Münzmeister in Thorn)
- Hans Nothaft von Hohenberg (1483 Hauptmann in Prozelten, 1490 Amtmann in Heilbronn[2])
- Heinrich Nothaft (1450, Kellermeister in Elbing)
- Johann Nothaft (1513 Komtur und Ratsgebietiger in Mergentheim,[5] 1337 Komtur in Birglau, Landkomtur in Bozen)
- Johann Nothaft (1493–1507 Komtur in Öttingen, 1512–1518 Komtur in Mergentheim)
- Konrad Nothaft (1471/72 Hauskomtur in Brandenburg, 1482–1484 Pfleger in Barten, 1486–1490 Komtur in Ragnit)
- Ulrich von Nürnberg (1407–1408, Komtur in Öttingen)

### O
- Leopold Wilhelm von Österreich
- Maximilian III. von Österreich (Hochmeister)
- Gerolt von Orn (Gerold von Oren), (1346 bis 1350 Komtur in Giengen, 1354 Komtur in Ulm[3])
- Hermann Overlacker (Westfalen; 1591 ausgetreten)
- Rab Dietrich Overlacker (Westfalen; † 1632)
- Rudger Overlacker (Westfalen; † nach 1577)
- Wilhelm Overlacker (Westfalen; † vor 1564)
- Werner Overstolz (Landkomtur der Kammerballei Koblenz 1464–1483; † 1493)

### P
- Heinrich Marschalck von Pappenheim (1513 Hauskomtur in Weissenburg[5])
- Hanss von Planckenfelss (1513 Ritter in Virnsberg[5])
- Albrecht von Paulsdorf (1345 Komtur in Würzburg, 1350–1351 Komtur in Aichach)
- Ludwig Anton von der Pfalz (Hochmeister)
- Gamrath von Pinzenau (Komtur von Osterode, † 1410 bei Tannenberg)
- Heinrich der Ältere von Plauen (Hochmeister)
- Heinrich der Jüngere von Plauen († um 1441)
- Wolter von Plettenberg
- Heinrich von Plötzke (1307–1309 Landmeister von Preußen, 1309–1312 Großkomtur, 1312–1320 Ordensmarschall, † 1320)
- Georg von Polenz
- Ludeko von Pomesanien
- Peter von Pragenhofen genannt Fetzer (1513 Hauskomtur in Ulm,[5] „der letzt seins namens und stammens“)
- N. von Preisingen (1513 Küchenmeister in Ellingen[5])
- Jan Daniel von Priort (Komtur von Burow, 1648–1687 Landkomtur der Ballei Sachsen, sowie ab 1679 Statthalter und später Landkomtur der Ballei Hessen)

### Q
- Erhard von Queis

### R
- Franz Ferdinand von Ramschwag (1791, Komtur auf der Mainau)
- Rudolph von Randegg (1384 Komtur auf der Mainau, 1392 Landkomtur Elsass)
- Rudolf von Rechberg (1432, Komtur auf der Mainau)
- Albert von der Recke (1381, Hauskomtur zu Riga)
- Engelbert von der Recke (1451, Ritterbruder im Konvent Riga)
- Goddert von der Recke (1522, Ordensritter; 1529 Kumpan zu Soneburg; 1532 Hauskomtur zu Dünamünde; 1536–1547 Vogt zu Tolsburg)
- Heinrich von der Recke gen. Stam (1406–1408, Vogt zu Oberpalen; 1413–1414 Komtur zu Goldingen)
- Hermann von der Recke (1519, Drost zu Oberpalen?)
- Johann von der Recke gen. von Sümmern (1485–1510, Komtur zu Reval)
- Johann von der Recke (Landmeister in Livland)
- Lutter (Lubbert) von der Recke (1510, Ordensritter in Livland)
- Matthias von der Recke zu Neuenburg (Matthias v. d. Recke) (1535, Kumpan zu Rujen; 1544 Schaffer zu Wenden; 1548–1562 Komtur zu Doblen)
- Wilhelm von der Recke (1432, Hauskomtur zu Wenden)
- Konrad Joseph Reich von Reichenstein (1805, Komtur auf der Mainau)
- Franz Ignaz Anton von Reinach (1721–1731, Komtur auf der Mainau)
- Heinrich Reuß von Plauen (Hochmeister 1410–1413)
- Ludwig von Rieneck (1350/55, Komtur in Würzburg)
- Heinrich von Rindsmaul (1363–1376, Komtur in Öttingen)
- Beat Konrad Reuttner von Weil (1758–1781, Komtur auf der Mainau)
- Walther von Riedern (1328, Komtur in Aichach und Hüttenheim)
- Conrad von Rodenstein (1513 Ritter auf Horneck[5])
- Georg von Rodenstein (1513 Trappier und Überreiter in Mergentheim,[5] 1525–1526 Komtur in Öttingen)
- Friderich Roder (1513 Hauskomtur in Ganghofen[5])
- Igvon Badennaz Servazius Roll von Bernau (1736–1743, Komtur auf der Mainau)
- Senat/Sinold von Rosenbach (1393 Komtur in Heilbronn, † 1405[2])
- Wolfgang von Rosenberg (1513 Ritter auf Burg Horneck;[5] dort 1538 Komtur, siehe sein dortiges datiertes Wappen)
- Willem Van Rosmeer (1427–1434, Großpastor in Lüttich)
- Dietrich von Rotenstein (1423 Komtur in Heilbronn[2])
- Johann von Rotenstein (1372–1373, Komtur auf der Mainau)
- Konrad Zöllner von Rotenstein (Hochmeister 1382–1390)
- Wilhelm von Rothenburg (1390–1392, Komtur in Öttingen)
- Friderich von Rudickheim (1513 Ritter in Frankfurt[5] „der sturb hernach zu Capfenburg und mit ime der stam ab“)
- Konrad Rudt( 1379–1382 Deutschmeister)
- Gerhard von Rüden (Vogt des Samlandes † 1320)
- Weiprecht Rüdel von der Tann (1381, Komtur in Öttingen)
- Eberhard Rüdt (1420–1424, Komtur in Würzburg)
- Paul von Rusdorf (Hochmeister)

### S
- Friedrich von Sachsen (Hochmeister)
- Christian August von Sachsen-Zeitz
- Moritz von Sachsen-Zeitz (Landkomtur in Thüringen)
- Berthold von Sachsenheim (1509–1513 Baumeister in Heilbronn,[2] 1513 „fyrmareier“ in Mergentheim[5])
- Hermann von Sachsenheim (1416–1420 und 1423–1439, Komtur in Öttingen)
- Wolff von Sainssheim (Sinsheim) (1513 Hauskomtur in Würzburg[5])
- Maquard von Salzbach (Komtur von Brandenburg † 1410 bei Tannenberg (hingerichtet))
- Eberhard von Saunsheim (??? zwischen 1416 und 1441 Deutschmeister)
- Graf Johann von Sayn (Trapier † 1410 bei Tannenberg)
- Gottfrid Truchseß von Schäftersheim (1344 Komtur in Heilbronn[2])
- Konrad von Schauenstein (1349, Komtur in Aichach)
- Valentin von Schaumburg (1389, Komtur in Würzburg)
- Burkhard von Schellenberg (1456–1453, Komtur auf der Mainau)
- Martin Schenk von Geyern (1463 Komtur in Würzburg[2])
- Werner Schenk von Stauffenberg (1577, Komtur auf der Mainau)
- Henning Schindekopf (um 1330–1370 Ordensmarschall)
- Heinrich von Schletten (1378–1381 Komtur in Würzburg, 1398–1411 Komtur auf der Mainau)
- Nikolaus Franz von Schönau (1784–1791, Komtur auf der Mainau)
- Reinhard Ignaz Franz von Schönau (1731–1736, Komtur auf der Mainau)
- Burckhard von Seckendorff (1513 Komtur und Ratsgebietiger in Virnsberg[5])
- Hipold von Seckendorf (1467–1485, Komtur in Öttingen)
- Konrad Sefeler (1414–1416 Landkomtur, ausgetreten und geheiratet)
- N. von Seibelsdorff (1513 Ritter in Ellingen[5])
- Arnold von Seinsheim (1316 Komtur in Mergentheim, 1320–1321 Komtur in Heilbronn[2])
- Eberhard von Seinsheim (1419–1420 Komtur in Heilbronn, ab 1420 Deutschmeister[2][3])
- Johann Caspar von Stadion (1624–1641, Komtur auf der Mainau)
- Seifrid vom Steinn zum Alten Stein (1513 Hauskomtur auf Horneck[5])
- Ergenger von Stetten (1340 Komtur in Giengen[3])
- N. von Stetten (1513 Hauskomtur in Winnenden[5])
- Sigmund Stetner von Haldermansstettenn (1513 Baumeister auf Horneck[5])
- N. von Stockheim (1513 Amtmann in Lorbach „Was der zeit dem Orden von der pfaltz verpfendt fur 14000 Floren“[5])
- Ernst von Sparneck (1510–1525 Baumeister in Heilbronn[2][5])
- Dieter vom Stain (1468–1469 Komtur in Heilbronn. 1475 Komtur in Donauwörth, 1480–1494 Komtur in Virnsberg[2])
- Dietrich von Sternenfels ( 1380–1382 Komtur in Heilbronn[2])
- Eberhard von Stetten (1441/43–1447 Deutschmeister)
- Sebastian von Stetten (1518–1536, Komtur auf der Mainau)
- Ulrich von Stetten (1329–1330 Deutschmeister) identisch mit Zürch von Stetten
- Tilo von Stobenhain
- Hartmann von Stockheim (1499–1510 Deutschmeister)
- Arnold Stoltevoet
- Berthold von Streitberg (1360 Komtur in Heilbronn,[2] 1375 Komtur in Aichach)
- Philipp Stumpf (1474 Baumeister in Heilbronn[2])
- Friderich Sturmfeder (1513 Komtur in Blumenthal[5])
- Peter Süß (1478–1496, Komtur in Würzburg)
- Konrad Ger? von Sulzbach (1405 Trapier in Heilbronn[2])
- Hans Heinrich von Summerau (1537–1538, Komtur auf der Mainau)

### T
- Dietrich Tanke
- Werner von Tettingen (Ordensmarschall, Großspittler, † 1413)
- Theoderich gen. Mullin (1310, Komtur in Würzburg)
- Adolf von Thüngen (1500/01, Komtur in Würzburg)
- Christoph Thumb von Neuburg (1595–1600, Komtur auf der Mainau)
- Johann Tiergart
- Dietrich Tolke
- Götz Truchsess (1382 Hauskomtur in Heilbronn, 1385 Komtur in Münnerstadt, 1395–1402 Komtur in Mergentheim[2])
- Gottfried Truchsess (1415 Komtur in Heilbronn[2])

### U
- Emmerich Schraß von Uelversheim (1437–1481 Komtur in Einsiedeln)[8]
- Anselm von Urbach (1314 Komtur in Heilbronn, 1330 Komtur in Horneck[2])

### V
- Johann von Venningen (1404 Komtur in Würzburg, 1422–1437 Komtur in Ulm[2])
- Jost von Venningen (1418 und 1428–1434 Komtur in Heilbronn,[2] 1447–1454 Deutschmeister)
- Siegfried von Venningen (1382–1393 Deutschmeister)
- Arnold de Vitinghove (Hochmeister)
- Wernherr Vorstmeister von Geilnhausen (1513 Küchenmeister auf Horneck[5])
- Conrad von Vytinghove (Landmeister in Livland)

### W
- Philipps Gannss von Walbrun (1513 Spitalmeister und Trisler in Winnenden[5])
- Georg von Wallenrode (Walnrodt) (1513 Hauskomtur auf Kapfenburg,[5] 1526–1534 Komtur in Öttingen)
- Johannes von Wallenrode
- Konrad von Wallenrode (Hochmeister 1391–1393)
- Friedrich von Wallenrod (Ordensmarschall † 1410 bei Tannenberg)
- Sigfried / Seyfried Wambold (von Ubstadt) (1367 Hauskomtur in Heilbronn, 1382 Komtur in Heilbronn[2])
- Robertus de Waremme (erw. 1335, Großpastor in Lüttich)
- Beringer von Weiler (1444, Komtur auf der Mainau)
- Georg Balthasar von Weitersheim[9][10][11] (fälschlich auch: Weikersheim,[12] Weitershausen[13]) (erw. 1712–1716 Komtur in Altshausen bzw. in Freiburg; 1716–1720 Komtur auf der Mainau), Stifterwappen 1712 an der Pfarrkirche Sankt Mariä Himmelfahrt in Unterbleichen,[14] Inschrift von 1716 am Rathaus von Immenstaad am Bodensee[11]
- Hans von Welden (1492 Baumeister in Heilbronn, 1493–1520 Komtur in Heilbronn,[2] 1513 Komtur und Ratsgebietiger in Heilbronn[5])
- Diederich von dem Werder (1584–1657). In der niedersächsischen Ballei Lucklum ist Werders Wappen vor den kleineren Wappenmedaillons von 42 weiteren Ordensrittern prominent hervorgehoben
- Ludwig von Wertheim (1392, Komtur in Würzburg)
- Rudolf von Wertheim (1329, Komtur in Würzburg)
- Bartholomäus von Westernach (erw. 1458)
- Eytel von Westerstetten (1513 Überreiter in Frankfurt[5])
- Martin Truchsess von Wetzhausen (Hochmeister)
- Friedrich von Wildenberg (1317–1324 Landmeister in Preußen)
- Heinrich Willbrand von Parkstein (1339–1342, Komtur in Aichach)
- Hans von Wolfskeel (1360, Komtur in Würzburg)

### Z
- Heinrich von Zipplingen (1311–1331 Komtur in Öttingen, Komtur in Donauwörth, Landkomtur in Franken)
- Marquard Zollner von Rottenstein (1357 Komtur zu Ellingen und Ulm[3])
- Marquard Zöllner von Rotenstein (1378–1382 Komtur in Aichach)
- Berthold von Zollern

## Sitz in Mergentheim 1530–1805

### A
- Philipp von Altorf (1563–1567, Komtur in Öttingen)
- Hans Adelmann von Adelmannsfelden (1454–1515)
- Johann Caspar von Ampringen (1665–1684 Hochmeister)
- Philipp Heinrich von Andlau (Franken; erw. 1688)
- Bernhard von Anhalt (1591–1596 Landkomtur in Thüringen)
- Friedrich von der Asseburg (1690–1704, Komtur in Öttingen)

### B
- Franz Benedikt von Baden (1688–1707 Landkomtur im Elsass)
- Johann Friedrich von Baden (1684–1688 Landkomtur im Elsass)
- Clemens August I. von Bayern (Hochmeister)
- Burkhard von Barby (1571–1586 Landkomtur in Thüringen)
- Rolf von Bardewisch († 1531, Komtur in Bremen[15])
- Hermann Otto Baer (1671–1673 Komtur von Waldenburg)
- Johann Becker (erw. 1530, Komtur in Dahnsdorf)
- Caspar Anton von Belderbusch (Landkomtur von Alden Biesen)
- Johann Ernst Theodor von Belderbusch (* 1717; † 4. Februar 1799, Landkomtur an der Etsch)
- Betmann Franz von Bennigsen (1674–1682, Komtur in Dahnsdorf)
- Gisbert up dem Berge (1593–1624 Komtur von Ottmarsheim, † 5. Januar 1624)
- Johann op dem Berge (Westfalen; † 1588 oder 1589)
- Heinrich Moritz von Berlepsch (1755–1809 Landkomtur in Thüringen)
- Philipp Albrecht von Berndorff zu Böhl und Steinbach (1658–1666 Landkomtur im Elsass)
- Bernhard de Bever (1556–1590 Komtur von Ottmarsheim, † 1590)
- Henricus De Bije (1628, Großpastor in Lüttich)
- Karl Blumer (1786 Ordenspriester in Esseratdhausen Ballei Elsaß-Burgund)[16]
- Heinrich von Bodelschwingh (Westfalen; † vor 1534)
- Henrich von Böselager (Westfalen; † 4. Dezember 1693)
- Anton von Brandis (Etsch; † 1813)
- Andreas von Brandis (Etsch; † 1559)
- Winand von Breill (1536 bis 1554 Landkomtur von Alden Biesen)[17]
- Henning von Britzke (1579 Komtur in Buro, 1606–1611 Landkomtur Lucklum und Bergen)
- Dietrich von dem Broel gen. Plaeter (1656–1662 Komtur von Waldenburg)
- Johann Moritz von Brühl (1733–1755 Landkomtur in Thüringen)
- Wilhelm von Bubenhofen (1598–1607, Komtur in Öttingen)
- Johann Christoph von Buseck (Komtur in Gundelsheim; Komtur zu Burg Horneck laut Grabdenkmal in der Kath. Kirche von Gundelsheim, ehemals Spitalkirche des Deutschen Ordens)
- Ernst von Buseckh (1590 Haus-Komtur zu Burg Horneck laut seinem dortigen datierten Wappen)
- Georg Daniel von Buttlar (1718–1724, Komtur in Öttingen)

### C
- Otto Heinrich von Callenberg (Komtur in Weddingen und Demitz)
- Gisbert von der Capellen (1640–1651 Komtur von Waldenburg,[1] 1662–1670 Komtur von Welheim)
- Heinrich Casimir I. (Landkomtur in Utrecht)
- Walter von Cronberg (Hochmeister)
- Michael Van Den Cruys (1570–1590, Großpastor in Lüttich)

### D
- Petrus Adam Nicolaas Daemen (1717–1720, Großpastor in Lüttich)
- Christoph von Dellwig (1591–1625 Komtur von Welheim[1] † vor 1629)
- Eberhard von Dellwig (1651/52 Komtur von Welheim, 1662–1671 Komtur von Waldenburg, 1671–1674 Komtur von Welheim, † 30. August 1674)
- Rosier Gottfried von Dellwig (1713–1718 Komtur von Welheim, † 23. März 1718)
- Wilhelm von Dernbach (1579–1588, Komtur in Öttingen)
- Alexius von Diemar (1540–1543, Komtur in Öttingen)
- Ferdinand Röpttger von Dobbe (1692–1703 Komtur von Welheim, † 1. Oktober 1703)
- Johann Ferdinand von Dobbe (Westfalen; † 29. März 1699)
- Heinrich-Johann von Droste zu Hülshoff (1735–1798, Komtur der Kommende Ramersdorf, der Deutschordenskommende St. Aegidius (Aachen) sowie mehrerer anderer Kommenden in der Deutschordensballei Alden Biesen, deren Ratsgebietiger er war)
- Anton von Düdelsheim (1563 Komtur auf Burg Horneck; 1568–1575, Komtur in Öttingen)
- Franz von Dumstorp (ca. 1485–1583), 1532 bis 1583 Komtur der Komturei in Bremen[18]

### E
- Harthum von Egloffstein (Komtur in Nürnberg)
- Heinrich von Egloffstein (Franken)
- Philipp von Ehingen (1540 Landkomtur im Elsass)
- Balthasar von Eimbeck (Komtur in Berge, 1624–1632 auch in Langeln, Coadjutor der Ballei Sachsen, † 1632/33)[19]
- Georg Wilhelm von Elkershausen gen. Klippel (1622–1628 Komtur in Öttingen, 1625–1641 Statthalter des mährisch-schlesischen Ordensgutes)
- Hans Heinrich von Epp (Westfalen; August 1664 in Ungarn)
- Christian zu Erbach -Schönberg (1783–1799 Statthalter des Meistertums Mergentheim)
- Anton Christoph Erdmann von Reisach (1767–1785, Komtur in Öttingen)
- Ludwig von Erlichshausen (Hochmeister)
- Konrad von Erlichshausen (Hochmeister)

### F
- Herman Fabritius (1646–1661, Großpastor in Lüttich)
- ?? von Falkenberg (erw. 1603, Komtur in Dahnsdorf)
- M. Leopold von Falkenstein (1709 Landkomtur im Elsass)
- Franz Felder (1708 Ordenspriester in Mindersdorf[16])
- Josef Franz Frankh (1786 Ordenspriester in Altshausen Ballei Elsaß-Burgund[16])
- Ies. Bartolomäus Frey (1786 Ordenspriester in Legnau Ballei Elsaß-Burgund[16])
- Hans Adam von Freyberg (1593 Haus-Comtur zu Burg Horneck laut seinem dortigen datierten Wappen)
- Rudolph von Friedingen (1522–1537 Landkomtur im Elsass)
- Johan Jacob Frissen (1677–1702, Großpastor in Lüttich)
- Philipp Anton Graf von Froberg (1735–1757 Landkomtur in Elsaß und Burgund[20])
- Philipp Johannes Anton Eusebius von Froberg (1635–1657 Landkomtur im Elsass)
- N. von Frohberg (1739 Landkomtur in der Ballei Elsaß-Burgund[16])
- Franz Wilhelm von Fürstenberg (Westfalen; † 1. Juli 1688)
- Johann Wilhelm von Fürstenberg (Landmeister in Livland)

### G
- Ferdinand Theodor Caspar von Gaugreben (Westfalen; † 11. Februar 1785)
- Georg Franz Theodor von Gaugreben (Westfalen; † September 1739)
- Godfried Huyn van Geleen (* um 1598; † 1657; 1634 bis 1657 Landkomtur von Alden Biesen)[17]
- Johann von Goer (1554 bis 1572 Landkomtur von Alden Biesen)[17]
- Heinrich Graes (1510–1535/36, Komtur von Ottmarsheim[1])
- Melchior von Grandmont (1708–1709 Landkomtur Elsass)
- Anselm Casimir Friedrich Groschlag von und zu Dieburg (1676–1681, Komtur in Öttingen)
- Wolf Hildebrand von Gustedt (1661–1663, Komtur in Dahnsdorf)

### H
- Franz Josef Hager aus Konstanz, (1708 Ordenspriester in der Pfarrei Ebersbach[16])
- Henricus Haling (1590–1628, Großpastor in Lüttich)
- Georg von Hanxleden (1592 Komtur von Ottmarsheim, † 1609)
- Johann von Hanxleden (Westfalen; † 1602/03)
- Johann Hartmann von Roggenbach (1667–1683 Landkomtur im Elsass)
- Anton von Harstall (1543–1545 Landkomtur von Thüringen)
- Franz Rudolf von Haunsperg (1662–1669, Komtur in Öttingen)
- Hermann von Haus (Westfalen; † vor 1572)
- Ferdinand Wilhelm Otto von Haxthausen (Westfalen; † 1739 in Ungarn)
- Raban Henrich von Haxthausen (1737–1793 Komtur von Welheim, † 17. Dezember 1793)
- Michael Heckler (1638 und 1640 Ordenspriester in der Ballei Elsaß-Burgund[16])
- Hartmann von Helfenstein (Landkomtur von Bozen 1297–1299)
- Dietrich von Heiden (Westfalen; † vor 1536)
- Johann Dietrich von Heiden (1629–1635 Komtur von Ottmarsheim, trat aus dem Orden aus)
- Frank Joseph Hepp (1786 Ordenspriester in Liggersdorf Ballei Elsaß-Burgund[16])
- Georg Karl Adam von Hirschberg (1765–?, Komtur in Öttingen)
- Reinhard Adrian von Hochstetten (1741–1756, Komtur in Öttingen)
- Franz Heinrich von Hoensbroek (1751–1793 Komtur in Aschaffenburg)
- Alhard von Hörde (1571–1586 Landkomtur der Ballei Hessen zu Marburg)
- Georg von Hörde (1586–1591 Landkomtur der Ballei Hessen zu Marburg)
- Hermann Wennemar von Hörde (Westfalen; † 21. Oktober 1728)
- Wilhelm von Hörde (1571–1573 Komtur, beigesetzt in Frankfurt a. M.-Sachsenhausen)
- Friedrich von Hohenlohe (1586–1590 Landkomtur in Thüringen)
- Johann von Hohenlohe (1538–1540, Komtur in Öttingen)
- Gottfried von Hohenlohe-Brauneck-Brauneck (vor 1305 + nach 1352)
- Gebhard von Hohenlohe-Brauneck-Haltenbergstetten (1340? + 1366?)
- Götz von Hohenlohe-Brauneck-Haltenbergstetten (vor 1340? + nach 1352)
- Gottfried von Hohenlohe-Weikersheim (ca. 1270–1310) (Hochmeister)
- ?? von Holle (1743–1748, Komtur in Buro)
- Karl Heinrich von Hornstein (1705–1713, Komtur in Öttingen)
- Ferdinand Johann von Holdinghausen (Westfalen; † 1726)
- Wilhelm von Holdinghausen (1559–1568 Landkomtur von Thüringen)
- Karl Heinrich von Hornstein (Franken)
- Joachim von Hopkorff (1614–1631 Landkomtur der Ballei Sachsen)
- Leopold Ernst von Hopkorff (1636–1645 Landkomtur der Ballei Sachsen; † 1645)
- Sigmund von Hornstein (1549–1577 Landkomtur Elsass)
- Johann Theobald Hundbiss von Waltrams (1631–1636, Komtur in Öttingen)
- Johann Werner Hundbiss von Waltrams (1652–1658 Landkomtur Elsass)
- Hans Burkard von Hundelshausen (Eintritt 1617)
- Jost von Hundelshausen (Eintritt 1507)
- Philipp von Hundelshausen (Eintritt 1613)

### I
- Henrich von Ittersum (1628–1650 Komtur von Welheim, 1651/52 Komtur von Waldenburg, 1653/53–1660 Komtur von Welheim, † 1660)

### K
- Johann Heinrich von Kagenegg (Franken; Premierminister im Hochstift Augsburg; † 24. Dezember 1743)
- Philipp Jakob von Kaltenthal (Komtur in Horneck und Blumenthal, Ratsgebietiger der Ballei Franken, † 14. März 1669)
- Martin Kaufmann (1638 Ordenspriester in der Ballei Elsaß-Burgund[16])
- Gotthard Ketteler
- Johann Heidenreich von Ketteler (Westfalen; † 30. November 1722)
- Burckhard Klencke (Komtur in Göttingen; † 1663)
- Johann Friedrich von Knöringen (1655–1662 und 1669–1671, Komtur in Öttingen)
- Christian von Königsegg-Rothenfels (1757–1777 Landkomtur Elsass)
- Ferdinand Mauritz von Korff (Westfalen; † 21. Mai 1716)

### L
- Johann Franz von Lamberg (1749–1751 Komtur in Aschaffenburg)
- Konrad Christoph von Lehrbach (1724–1728, Komtur in Öttingen)
- Johann von Leonrod (1558–1562, Komtur in Öttingen)
- August Oswald von Lichtenstein (Westfalen; † 9. Juni 1663)
- Balthasar von Lichtenstein (1548–1558, Komtur in Öttingen)
- Johann Konrad von Lichtenstein (1644–1654, Komtur in Öttingen)
- Robert Laurent Christophe Lintermans (1763–1803, letzter Großpastor in Lüttich)
- August zu Lippe-Brake (1688–1701 Landkomtur der Ballei Hessen in Marburg)
- Friedrich von Lippe (Westfalen; † 7. Oktober 1793)
- Johann Wilhelm von Loe (nach 1793 Komtur von Welheim, † nach 1800)
- Melchior von Loe (Westfalen; † nach 1609)
- Johann Adolf Loesch von Hilkerthausen auf Wolkersdorf (1637–1644 Landkomtur in Franken)
- Johann von Lossau (1577–1587, Komtur in Buro)
- Johann von Lossow (Sachsen; † 1605, Landkomtur in Sachsen)[21]
- Karl Alexander von Lothringen (Hochmeister)

### M
- Gerd von Mallinckrodt (Westfalen; † nach 1524)
- Josef Meid (1786 Ordenspriester in Bißlingen Ballei Elsaß-Burgund[16])
- Joseph Bartolomäus Michleid (1786 Ordenspriester in Oberhausen Ballei Elsaß-Burgund[16])

### N
- Franz Dietrich von Nagel (Westfalen; † 21. Juli 1693)
- Georg Levin von Nagel (1705–1711 Komtur von Welheim, † 27. November 1723)
- Balthasar von Nassau (1542–1548, Komtur in Öttingen)
- Wolfram von Nellenburg (Deutschmeister, erw. 1354)
- Gebhard von Nenningen (1606–1622, Komtur in Öttingen)
- Hans Eitel von Neuneck (1538–1541, Komtur in Würzburg)
- Johann Heidenreich von Nesselrodt (Westfalen; † 10. April 1657)
- Wilhelm Nothaft (1545, Hauskomtur in Horneck)

### O
- Hans Michael von Obentraut (1589 Haus-Comtur zu Burg Horneck laut seinem dortigen datierten Wappen)
- Anton Viktor von Österreich
- Karl Joseph von Österreich (Hochmeister)
- Karl von Österreich (Hochmeister)
- Eugen von Österreich-Teschen (Hochmeister)
- Wolfgang Philipp von Orsini-Rosenberg
- Wilhelm Overlacker (1529–1535 Komtur von Welheim)
- Hermann Overlacker (1540–1560 Komtur von Welheim)
- Röttger Overlacker (1565–1577 Komtur von Welheim)

### P
- Franz Ludwig von Pfalz-Neuburg
- Ludwig Anton von Pfalz-Neuburg
- Johann Hunold von Plettenberg (1675–1679 Komtur von Welheim, † 4. Juli 1679 in Ungarn)
- Wilhelm von Plettenberg (1679–1688/92 Komtur von Welheim)
- Johann Daniel von Priort (Komtur zu Burow, Landkomtur der Ballei Sachsen 1645–1684, Landcomtur der Ballei Hessen 1679–1684)[22]

### R
- Franz Joseph Anton Rechlin von Meldegg (1755 bis 1764 Komtur in Öttingen)
- Neveling von der Recke (Westfalen; † 1591)
- Wilhelm von der Recke (Westfalen; † nach 1559)
- Anton Ingenuin von Recordin (Etsch; 1764–1792 Landkomtur)
- Franz Konrad von Reinach (1713 bis 1718 Komtur in Öttingen)
- Ignatius von Reinach (1730 Landkomtur Elsass)
- Johann Franz von Reinach (1718 bis 1730 Landkomtur Elsass)
- Heinrich von Reuschenberg (* 1528; † 1603; u. a. 1572 bis 1603 Landkomtur von Alden Biesen)[17]
- Beat Conrad Reuttner von Weyl (1774 Landkomtur Elsass)
- N. Reuttner von Weil (1802 Landkomtur in der Ballei Elsaß-Burgund[16])
- Maximilian Xaver Philipp Conrad von Riedheim (1770–1798 Statthalter des Mährisch-schlesischen Ordensgutes)
- Johann Hartmann von Roggenbach (1667 bis 1683 Landkomtur der Deutschordensballei Schwaben-Elsass-Burgund)
- Franz Xaver von Roll (Westfalen; † 7. Oktober 1732)
- Ignaz Felix von Roll zu Bernau
- Johann Baptist von Roll (1683–1733), Komtur und Minister für Ordensangelegenheiten unter Clemens August von Bayern
- Wolfgang von Rosenberg (1538 Komtur zu Burg Horneck laut seinem dortigen datierten Wappen)

### S
- Albrecht von Sachsen-Weimar (1627–1644 Landkomtur von Thüringen)
- Johann Ernst von Sachsen-Weimar (1597–1626 Landkomtur von Thüringen)
- Christian August von Sachsen-Zeitz (Alden Biesen; Kardinal) (Primas von Ungarn; 1688–1725 Landkomtur von Thüringen)
- Moritz von Sachsen-Zeitz (1645–1681 Landkomtur von Thüringen)
- Johann Franz von Sandizell (1681–1690, Komtur in Öttingen)
- Arndt von Sandow (um 1616–1625 Hauskomtur in Berge, danach in Langeln, 1632–1663 Komtur in Langeln,[23] ab 1632 übergangsweise Statthalter der Ballei Sachsen bis zur Wahl des neuen Landkomturs; † 1663)
- Franz Siegmund Friedrich von Satzenhoffen (1731–1748 Statthalter des Mährisch-schlesischen Ordensgutes)
- Johann Dietrich von Schade (Westfalen; † 19. April 1726)
- Franz Wilhelm von Schade (Westfalen; † 19. April 1726)
- Bernhard von Schedelich (1528–1554 Komtur von Ottmarsheim † 1554)
- Georg Schele (1538– ?, Komtur in Dahnsdorf)
- Frank Josef Schibel (1786 Ordenspriester in Habberg Ballei Elsaß-Burgund[16])
- Hans Heinrich von Schienen (1602 Komtur in Freiburg[16])
- Ludwig Schnur (1786 Ordenspriester in Wagenweiler Ballei Elsaß-Burgund[16])
- Damian Hugo Philipp von Schönborn-Buchheim (Landkomtur von Alden Biesen; Kardinal) 1667
- Ernst Schilder (Westfalen; † 10. April 1674)
- Rab Luther von Schilder (1629–1632 Komtur von Welheim, † 1651)
- Karl von Schlamersdorf (Westfalen; † 18. Juli 1798)
- Freiherr Joseph Maria Roth von Schröckenstein auf Immendingen, Deutschordensritter, Ratsgebietiger Komtur und Oberamtmann zu Burg Horneck; * 1717; † 1784 (Grabdenkmal in der Kath. Kirche von Gundelsheim, ehemals Spitalkirche des Deutschen Ordens)
- Burkhard von Seckendorff-Aberdar (1524/25, Komtur in Würzburg)
- Johann von Senden (Westfalen; † 1587)
- Jobst Moritz Droste zu Senden (Landkomtur der Kammerballei Koblenz, 1716 bis 1754)
- Hans Reichard von Siberg (Westfalen; † 1587)
- Volprecht von Schwalbach (1563 Komtur zu Burg Horneck; 1586 Landkomtur der Ballei Franken, Komtur zu Ellingen und Nürnberg; † 1602)
- Hans Reichard Siberg (1625–1628, Komtur von Ottmarsheim)
- Johann Jakob von Stein (1630 Landkomtur in der Ballei Elsaß-Burgund[16])
- Karl Schweikard von Sickingen
- Liborius Christian von Sparr zum Greiffenberg (1671–1676, Komtur in Öttingen)
- Georg Friedrich von Spaur (eingekleidet 1682)
- Andreas Joseph von Spaur und Valör (1577–1598 Landkomtur der Ballei Etsch)
- Friedrich Ernst von Spiegel
- Christoph Eckbert von Spiegel (Westfalen; † 30. Januar 1701)
- Jost Stael (Westfalen; † 1597)
- Guidobald von Starhemberg (Österreich; Landkomtur; 1657–1737)
- Jacob von Stein (1628–1630 Landkomtur Elsass)
- Karl von Stein zu Nordheim (1731–1733 Landkomtur von Thüringen)
- Samson von Stein (1697–1727, Komtur in Buro)
- Nikolaus Stumptner von Amaningen (Österreich, † 1730)

### T
- Eberhard Dietrich von der Thann (Westfalen; † 1638)
- Petrus Frans Theunissen
- Franz Joseph von Thürheim (1791–1817, Komtur in Öttingen)
- Guidobald Maximilian Joseph von Thürheim (1735–1737, Komtur in Öttingen)
- Johann Jakob von Thun (Etsch; * 1640; Aufnahme 1657; 1662–1701 Landkomtur)
- Johann Valentin von Trohe (1589–1595, Komtur in Öttingen)
- Caspar Moritz von Türheim (1629–1630, Komtur in Öttingen)

### V
- Heinrich von Veltheim (1530–1538, Komtur in Dahnsdorf)
- Franz Johann von Vittinghoff (Westfalen; 1681 ausgetreten)
- Friedrich von Voß adH Rodenberg (Westfalen; † 29. Mai 1660)
- Johann Voß adH Quakenbrück-Mundelnburg (Westfalen; † nach 1609 Komtur Scharfenberg und Griefstedt, Coadjutor der Ballei Hessen[24][Anmerkung 1])

### W
- Franz Fridel Truchseß von Waldburg (1802–1805, Komtur auf der Mainau)
- Philipp Karl Waldecker von Kempt (1728–1734, Komtur in Öttingen)
- Ferdinand Ernst von Waldstein 1762
- Johann Egolff von Westernach (* 1606; † 27. April 1653 als Komtur zu Burg Horneck; Grabdenkmal in der Kath. Kirche von Gundelsheim, der ehemaligen Spitalkirche des Deutschen Ordens)
- Franz Gaudenz Xerxes von Westrem (1718–1724 Komtur von Welheim)
- Franz Wilhelm Bernd von Westrem (1727–1729 Komtur von Welheim)
- Franz Philipp von Wildenstein (Franken)
- Friedrich Philipp von Wildenstein (1738–1740, Komtur in Öttingen)
- Georg Friedrich von Wolframsdorf (1690–1696, Komtur in Dahnsdorf)
- Ulrich von Wolkenstein und Rodenegg (1628–1629, Komtur in Öttingen)

### Z
- Johann von Zievel (Landkomtur der Ballei Lothringen)
- Joseph Zweyer von Evenbach (Komtur in Beckingen, Saarbrücken und Trier)

## 1806 bis zur Auflösung 1923

### A
- Ludolf Udo von Alvensleben (Komtur von Utrecht)

### C
- Maximilian Coudenhove

### H
- Frhr. von Hornstein-Göffingen (1809 Ritter in Mergentheim)[25]

### K
- Franz Wenzel von Kaunitz-Rietberg (Westfalen; † 19. Dezember 1825)

### R
- Peter Rigler

### S
- Alexander Friedrich Wilhelm von Seckendorff-Aberdar (Sachsen; † 11. Juni 1814)
- Johann Philipp Wilhelm von Wydenbrock (Westfalen; † 19. Juli 1835)

### W
- Frhr. Reutter von Wulf (Komtur, 1809 Regierungs- und Kammerpräsident in Mergentheim[25])

### Z
- Frhr. von Zobel zu Giebelstadt (1809 Ritter[25])

## Der religiöse Orden seit 1923
Die Brüder und Schwestern, die Ordensgelübde ablegen, führen die Abkürzung „OT“ hinter ihrem Namen, die Angehörigen des Zweiges der Familiaren die Abkürzung „FamOT“.
Aktuelle Angehörige des Ordens finden sich auf dessen Webseite.

### A
- Konrad Adenauer (Deutschland, FamOT)
- Udo Arnold (Deutschland, FamOT, Ehrenritter)

### B
- Alfred Bacher (OT), ehemaliger Generalprokurator
- Frank Bayard (Deutschland, OT), 66. Hochmeister
- Friedrich von Belrupt-Tissac (letzter Ordensritter, 1953–1959 Prior von Österreich)
- Christian Blümel (Österreich, OT), Generalprokurator

### D
- Bernhard Demel (OT) (Ehemaliger Leiter des Deutschordens-Zentralarchivs in Wien)
- Otto Dippelhofer (Deutschland, FamOT)

### F
- Norbert Feldhoff (Deutschland, FamOT)

### G
- Weihbischof Josef Graf (Deutschland, FamOT)
- Josef Grünwald (Deutschland, FamOT)

### H
- Otto von Habsburg (Deutschland, FamOT)
- Damian Hungs (Deutschland, OT)[1]

### K
- Christoph Kehr OT (Deutschland, OT) (seit 2015 Prior und Provinzial der deutschen Brüderprovinz)
- Norbert Johann Klein (OT, Hochmeister)

### M
- Joachim Meisner (Deutschland, FamOT)

### P
- Ildefons Pauler (Österreich, OT) (Hochmeister)
- Gerhard Pieschl (Deutschland, FamOT)
- Bruno Platter (Südtirol, OT), 65. Hochmeister

### R
- Thomas Maria Renz (Deutschland, FamOT)

### S
- Robert Schälzky (Österreich, OT), (Hochmeister)
- Werner Scheurer (Deutschland, FamOT)
- Christoph Schönborn (Österreich, FamOT)
- Edmund Stoiber (Deutschland, FamOT)
- Franz Josef Strauß (Deutschland, FamOT)
- Ulrich Steenberg (Deutschland, FamOT)

### T
- Norbert Thüx (Deutschland, OT), von 2000 bis 2015 Prior der deutschen Brüderprovinz
- Marian Tumler (Hochmeister)

### W
- Arnold Othmar Wieland (Südtirol, OT) 64. Hochmeister
- Ulrich Weikert (Deutschland, FamOT, Konsistorialrat beim Visitator Ermland)

## Noch ohne zeitliche Zuordnung
| Diskussion:Liste der Ritter des Deutschen Ordens | Dieser Abschnitt bedarf einer Überarbeitung. Hilf bitte mit, ihn verschwinden zu lassen, indem Du die folgenden Personen (belegt!) einer der obigen Perioden zuordnest. |

### A
- Philipp von Altdorf (1551 Comtur zu Burg Horneck laut dortigem datierten Wappen)
- Johann von Asbeck (Westfalen)
- Ernst von Aufseß (1501 nach Aufschwörschild)
- Wolf von Aurach (Franken)

### B
- Hermann Otto Baer (Westfalen)
- Matthias Billerbeck (Westfalen)
- Johann von Blumenau (Mähren)
- Edmond Godfried von Bocholtz (Landkomtur von Alden Biesen)
- Adolf von Bodelschwingh (Westfalen)
- Maizke Borke
- Wilhelm von Bubenhofen (Franken)

### C
- Dietrich von Cleen (Landkomtur in Marburg)

### D
- Johann Jakob von Daun
- Wilhelm von Dernbach (Franken)
- Alexius von Diemar (Franken)
- Johann von Diepenbroick (Westfalen)
- Anton von Düdelsheim (Franken)

### F
- Johann Paul von Flachslanden (Franken)
- Johann Kaspar von Flachslanden (Franken)
- Franz de Paula von Fugger (Ellingen)
- Tiberius Albert von Fugger (Andlau)
- Philipp Joachim Forstmeister von Gelnhausen 1615–1681
- Johann von Frankenstein (Franken)

### G
- Bruno van Geleen
- Jan van den Gheysbos
- Johann von Giesbach
- Heinrich Theobald von Goldstein
- Walraf von Goldstein
- Philipp von Grafeneck (Franken)
- Anselm Casimir Friedrich Groschlag von und zu Dieburg (Franken)
- Marquart Wilhelm Gross von Trockau

### H
- Wilhelm Halber von Hegern (Franken)
- Franz Rudolf von Haunsperg (Franken)
- Ulrich von Heldritt (Franken)
- Adam von Heiden (Westfalen)
- Johann von Heiden (Westfalen)
- Philipp von Helmstatt (Franken)
- Arnold von Hirschberg (Komtur zu Nürnberg)
- Heinrich von Hirschberg (Landkomtur von Franken)
- Georg Karl Adam von Hirschberg (Franken)
- Johann von Hohenlohe (Franken)
- Friedrich von Homburg
- Johann von Hördt (Franken)

### K
- Georg Wilhelm Klüppel von Elkershausen
- Georg von Knöringen (Franken)
- Heinrich von Knöringen (Etsch)
- Johann Friedrich von Knöringen (Franken)
- Johann von Kötz

### L
- Albrecht von Lamersheim (Komtur in Venedig)
- Max von Lamersheim (Komtur in Venedig)
- Johann von Leonrod (Franken)
- Simon von Leonrod (Franken)
- Balthasar von Lichtenstein (Franken)
- Johann Konrad von Lichtenstein (Franken)
- Andrea Lippomano (Komtur in Venedig)
- Pietro Lippomano (Komtur in Venedig)
- Wilhelm Lochinger von Archshofen (Franken)

### M
- Eberhard von Mentzingen (Ostpreußen)
- Heinrich Modschiedler von Reinsprunn (Franken)

### N
- Balthasar von Nassau (Franken)
- Gebhard von Nenningen (Franken)
- Johann von Nesselröden (Deutschmeister)
- Werner von Neuhausen (Franken)
- Wilhelm von Neuneck (Franken)
- Anton von Nickenich
- Peter von Nickenich
- Friedrich von Nordeck zu Rabenau (Würzburg)
- Hans Jakob Nothaft (Franken)

### R
- Franz Joseph Anton Rechlin von Meldegg (Franken)
- Franz Reischach (Landkomtur von Alden Biesen)
- Anton Christoph Erdmann von Reisach (Franken)
- Heinrich von Rindsmaul
- Georg von Rodenstein (Franken)
- Wilhelm von Rothenburg
- Weiprecht Rüdel von der Tann
- Friedrich von Rüdesheim (Franken)

### S
- Hermann von Sachsenheim (Franken)
- Johann Franz von Sandizell (Franken)
- Wilhelm Schliderer von Lachen
- Eberhard Magnus von Schweinsberg (Franken)
- Hipold von Seckendorf (Franken)
- Hans Georg von Selbold (Franken)
- Liborius Christian von Sparr (Franken)
- Adam Gottfried Speth Freiherr von und zu Schülzburg
- Werner Spies von Büllesheim Landkomtur
- Werner II Spies von Büllesheim
- Siegfried Stegelitz
- Johann von Sternenfels (Franken)
- Jörg von Sparneck[26]
- „Timotius“ von Sparneck[27]
- Herman von Syberg (1554 Comtur zu Burg Horneck laut dortigem datierten Wappen)

### T
- Georg Friedrich von der Tann (Münnerstadt)
- Caspar Moritz von Thürheim (Franken)
- Franz Joseph von Thürheim
- Guidobald von Thürheim (Franken)
- Johann Valentin von Trohe (Franken)

### V
- Clarenbaldus de Vile (Großpastor in Lüttich)

### W
- Friedrich von Waldburg (Preußen)
- Philipp Karl Waldecker von Kempt (Franken)
- Siegfried Walpot von Bassenheim (Komtur und Oberster Spittler)
- Georg von Wallenrode (Franken)
- Dietrich von Wittershausen
- Georg Hund von Wenkheim
- Georg Ulrich von Wolkenstein und Rodenegg (Franken)
- Georg Worm (Duderstadt)